# Abyssale zone
 "Abyssal" omdirigeres hertil. For andre betydninger af Abyssal, se Abyssal (flertydig).
Indenfor oceanografien er den abyssale zone det abyssopelagiske lag i den pelagiske zone, som indeholder de meget dybe bentiske habitater nær bunden af havet. "Abyss" stammer fra græsk og betyder "bundløst hav". På en dybde af 4000 til 6000 meter er denne zone i konstant mørke og modtager aldrig dagslys.